# Хемера
Хемера (от старогръцки: Ήμέρα – „ден“) е богиня на дневната светлина, олицетворение на деня, дъщеря на Ереб (тъмнина) и Никта (нощ), сестра на Ефир и спътница на Хелиос.
От Хаоса произлиза богинята Гея, олицетворение на Земята. Тя дава живот на всичко, което живее и расте върху нея. От Хаоса, също като Гея, произлизат още мракът Ереб и нощта Никта. С появата на Хемера денят и нощта започват да се сменят. Те живеят в Тартар, там където двамата се срещат ежедневно.